# Chankala
Chankala (russisch Ханкала́; tschetschenisch Хан-ГӀала) ist ein Stadtteil von Grosny, Hauptstadt der Republik Tschetschenien in Russland.
Er liegt am östlichen Stadtrand von Grosny, etwa 5 bis 7 km von dessen Zentrum entfernt und besteht aus zwei, gut 2 km voneinander entfernten Teilen mit Wohnbebauung. Chankala ist als Militärsiedlung, die zu einem Stützpunkt der russischen Luftstreitkräfte gehört, Sperrgebiet.
Der Ort entstand in den 1940er-Jahren als Siedlung bei einem Flugplatz der Luftstreitkräfte der Sowjetunion. Dort war unter anderem ab 1949 der spätere Kosmonaut Wladimir Komarow stationiert. Nach der erneuten Rückeroberung des Gebietes durch die russische Armee im Zweiten Tschetschenienkrieg wurde der Flugplatz ab 2000 zu einer der Hauptbasen der russischen Luftstreitkräfte auf dem Territorium Tschetscheniens ausgebaut. Chankala erhielt den Status einer Siedlung städtischen Typs, gehörte zum Grosnenski rajon und hatte bei der Volkszählung 2002 7908 Einwohner. 2008 wurde die Siedlung der Verwaltung des Stadtkreises Grosny unterstellt und damit faktisch eingemeindet, obwohl sie weiterhin auf dem Territorium des Rajons liegt.
In Chankala befinden sich eine Militärbasis und ein Militärflugplatz, der am südlichen Rand der Siedlung liegt. Nördlich führt die Eisenbahnstrecke Beslan – Grosny – Gudermes vorbei (Station Chankala; Streckenkilometer 2135 ab Moskau). Siedlung und Flugplatz werden südlich von der Regionalstraße R306 umgangen, die Grosny mit Argun verbindet und den östlichen Anschluss der tschetschenischen Hauptstadt an die weiträumig südlich um die Stadt herumgeführte Fernstraße M29 darstellt.
Aufgrund der militärischen Bedeutung des Ortes kam es in und bei Chankala wiederholt zu Kämpfen und Zwischenfällen. Im Ersten Tschetschenienkrieg konnte die russische Armee nach der Einnahme von Grosny und der umliegenden Gebiete im November 1994 Chankala und den Flugplatz Ende Dezember 1994 zurückerobern. Im Zweiten Tschetschenienkrieg nahm die russische Armee Chankala während des Vorrückens über Argun nach Grosny am 14. Dezember 1999 ein. Am 25./26. Juni 2001 wurde Chankala von einer Einheit tschetschenischer Separatisten angegriffen, vermutlich unter Führung von Mowsar Barajew und als Vergeltung für die Tötung des tschetschenischen Kommandeurs Ali Barajew am 23. Juni 2001. Am 19. August 2002 wurde von den Rebellen ein Hubschrauber Mil Mi-26 mit einem Igla-MANPADS beschossen und musste notlanden, wobei er in ein Minenfeld am Flugplatz geriet; 127 Menschen kamen ums Leben.